# 库尔曼江·达特卡

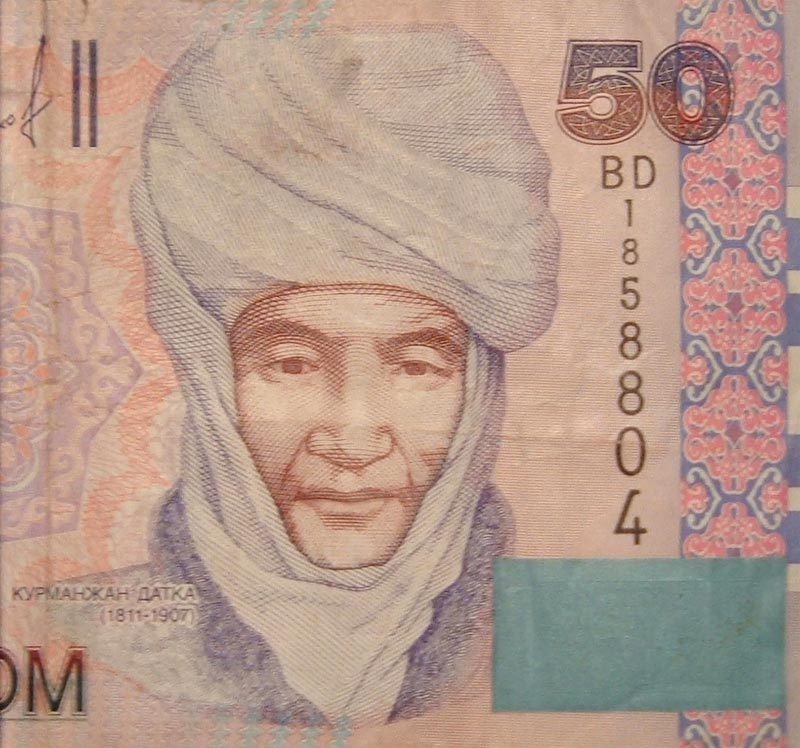
50索姆面额纸币上的库尔曼江·达特卡形象

库尔曼江·达特卡（1811年5月22日—1907年2月1日），被称为“阿赖女沙皇”、“南方女王”、“山地女王”，是吉尔吉斯斯坦的一名女政治家。
库尔曼江出生于奥什孟古什部落的一户富有家庭。18岁时她被迫嫁给一个素未谋面且年龄比她大很多的人。婚礼当天当她与新郎相见后决定逃婚—先是逃到新疆境內，后来又逃回到娘家住了3年。1832年，她与拥有“达特卡”头衔的当地牧主和阿赖地区统治者阿里木别克成了婚。1862年，阿里木别克在一次浩罕汗国的宫廷政变中被杀，于是布哈拉和浩罕的埃米尔让库尔曼江繼承其亡夫之位，成为阿赖地区新的统治者并赋予其“达特卡”头衔。1876年，阿赖地区被俄罗斯帝国吞并，鉴于大势已去，她说服自己的人民接受帝国的统治。
随后由当地人发起的试图摆脱俄罗斯统治的持续动荡和零星抗争使得军火走私和偷运成为有利可图的营生。她的两个儿子和两个孙子被指控参与走私和谋杀海关官员，在一个儿子要被执行死刑时，她拒绝了一些追随者提出的营救要求，称她不会让自己的私心成为使人民受苦的原因。她目睹了儿子的公开处决，随后，其他人被流放到西伯利亚，她也隐居于乡间。

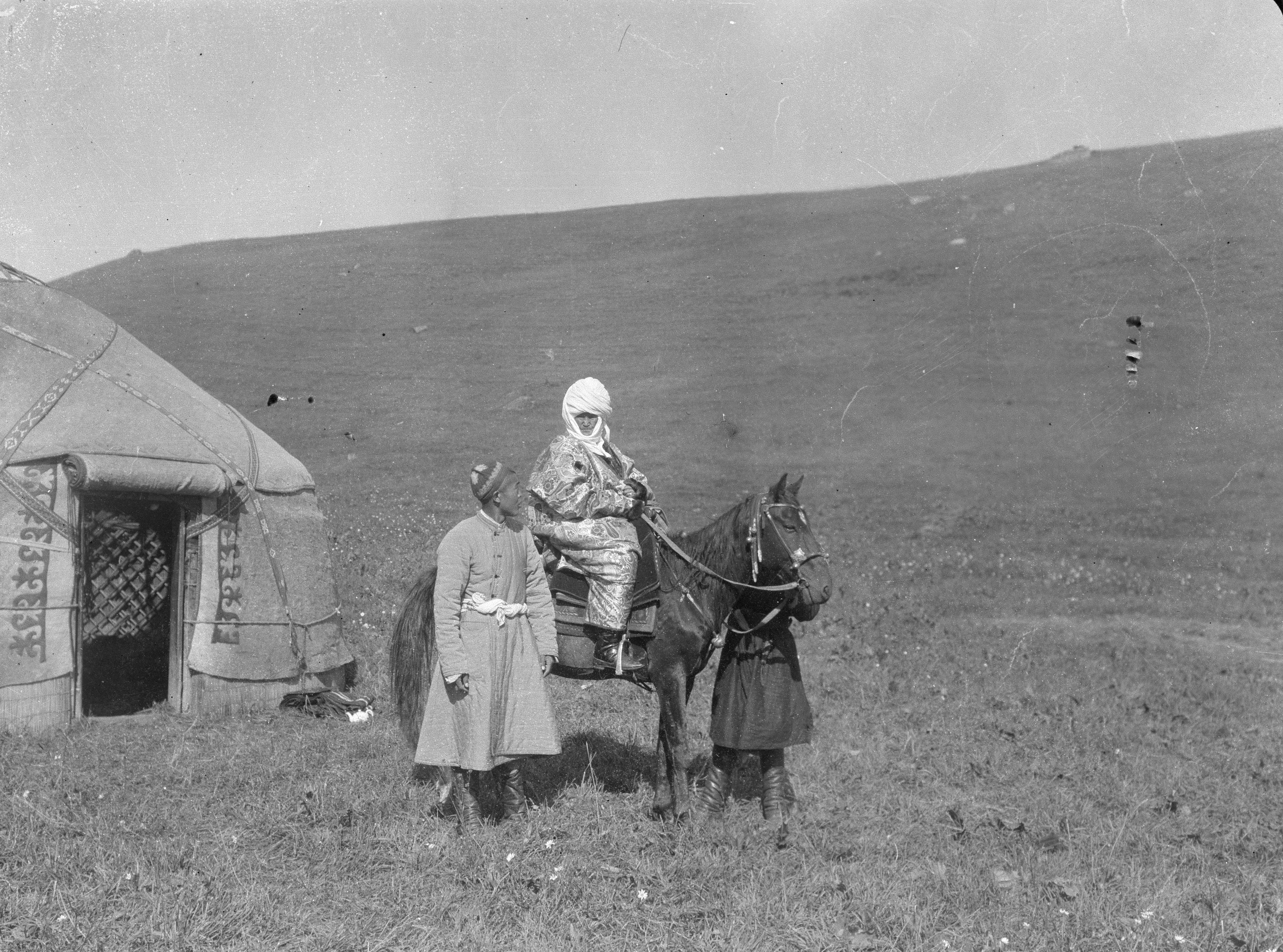
库尔曼江·达特卡骑马的照片

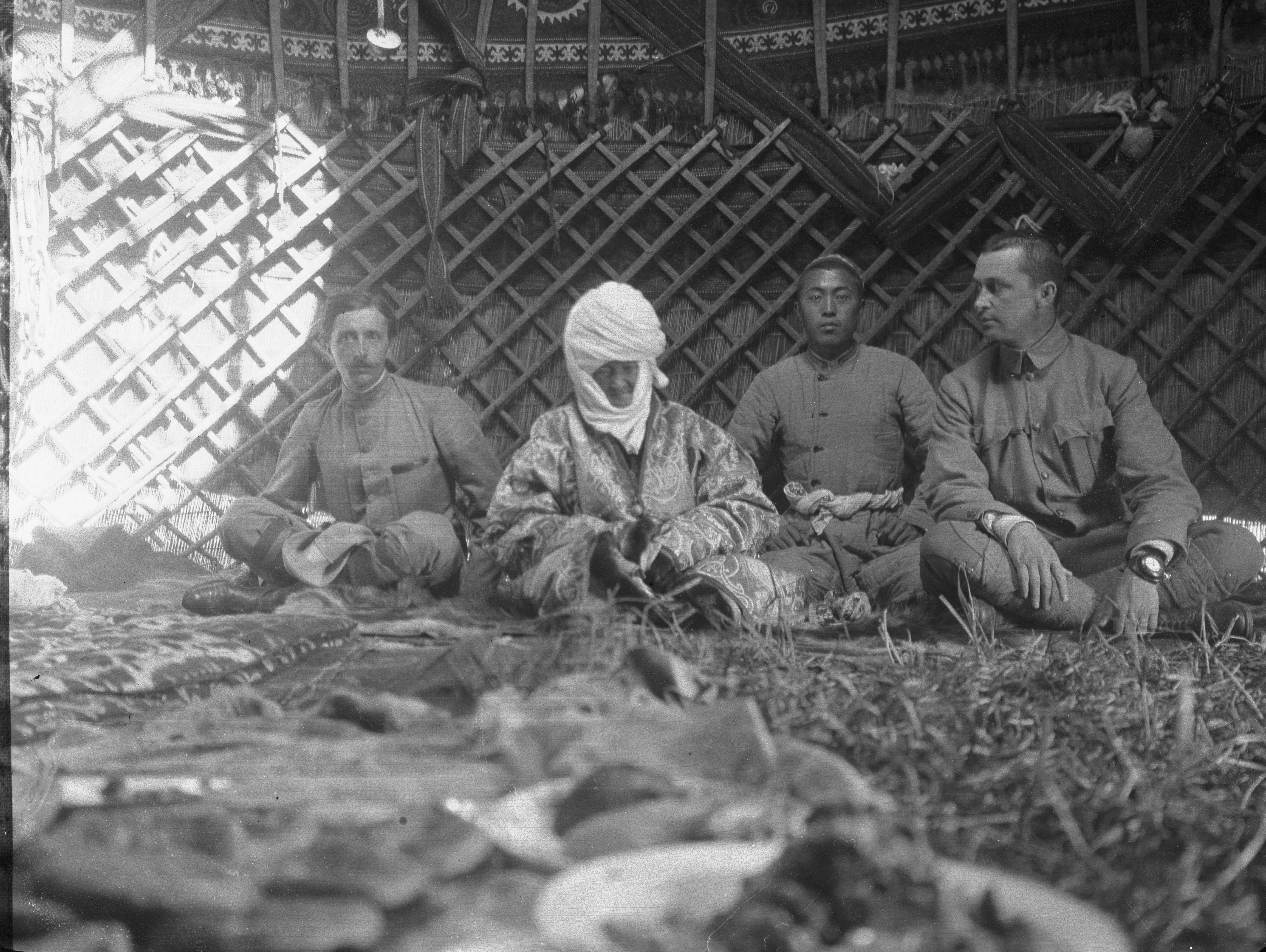
库尔曼江·达特卡与曼纳海姆（右）的合影

1906年，时任俄国陆军上校，后来成为芬兰总统的卡尔·古斯塔夫·埃米尔·曼纳海姆拜访了她，并拍摄了她的照片。6个月后，库尔曼江逝世。库尔曼江·达特卡享年96岁，她有两个儿子，两个女儿，三十一个孙子，五十七个曾孙，六个玄孙。